# Saint-Chély-d'Aubrac
Pour les articles homonymes, voir Saint-Chély et Bonnefon.
Saint-Chély-d'Aubrac est une commune française, située au sud du plateau de l'Aubrac, dans le département de l'Aveyron en région Occitanie.
Le patrimoine architectural de la commune comprend trois  immeubles protégés au titre des monuments historiques : l'église Notre-Dame-des-Pauvres, classée en 1925, la tour de Bonnefon, inscrite en 1979, et le pont des Pèlerins, inscrit en 2005.

## Géographie

### Localisation
La commune est située dans le nord-est du département de l'Aveyron. Elle est limitrophe du Cantal et de la Lozère.

### Communes limitrophes
Les communes limitrophes sont  Castelnau-de-Mandailles, Condom-d'Aubrac, Nasbinals, Prades-d'Aubrac et Saint-Urcize.
|                         | Saint-Urcize (Cantal) | Nasbinals (Lozère) |
| Condom-d'Aubrac         | Saint-Chély-d'Aubrac  |                    |
| Castelnau-de-Mandailles |                       | Prades-d'Aubrac    |

### Géologie et relief
Saint-Chély-d'Aubrac est placée sur le versant aveyronnais du plateau de l'Aubrac, au sein de la vallée de la Boralde de Saint-Chély-d'Aubrac débouchant au sud sur la vallée du Lot.
La commune se situe en zone de sismicité 2 (sismicité faible).

### Climat
Pour des articles plus généraux, voir Climat de l'Occitanie et Climat de l'Aveyron.
En 2010, le climat de la commune est de type climat de montagne, selon une étude s'appuyant sur une série de données couvrant la période 1971-2000. En 2020, Météo-France publie une typologie des climats de la France métropolitaine dans laquelle la commune est exposée à un climat de montagne et est dans la région climatique Sud-est du Massif Central, caractérisée par une pluviométrie annuelle de 1 000 à 1 500 mm, minimale en été, maximale en automne.
Pour la période 1971-2000, la température annuelle moyenne est de 9,2 °C, avec une amplitude thermique annuelle de 16,1 °C. Le cumul annuel moyen de précipitations est de 1 393 mm, avec 11 jours de précipitations en janvier et 6,9 jours en juillet. Pour la période 1991-2020, la température moyenne annuelle observée sur la station météorologique la plus proche, située sur la commune de Laguiole à 12 km à vol d'oiseau, est de 8,9 °C et le cumul annuel moyen de précipitations est de 1 441,2 mm,. Pour l'avenir, les paramètres climatiques de la commune estimés pour 2050 selon différents scénarios d'émission de gaz à effet de serre sont consultables sur un site dédié publié par Météo-France en novembre 2022.

## Urbanisme

### Typologie
Au 1er janvier 2024, Saint-Chély-d'Aubrac est catégorisée commune rurale à habitat très dispersé, selon la nouvelle grille communale de densité à 7 niveaux définie par l'Insee en 2022.
Elle est située hors unité urbaine et hors attraction des villes,.

### Voies de communication et transports
Saint-Chély-d'Aubrac offre de nombreux chemins de randonnée. Le village est sur le Sentier de grande randonnée GR 65, trajet mythique pour se rendre à Saint-Jacques-de-Compostelle.
Saint-Chély-d'Aubrac et Aubrac sont les deux étapes aveyronnaises de l'Aubrac qui mènent à la vallée du Lot. On quitte Aubrac à 1 300 mètres d'altitude et, en 7 kilomètres, on arrive à Saint-Chély-d'Aubrac à 800 mètres d'altitude, puis on sort de l'Aubrac par Saint-Côme-d'Olt à 400 mètres d'altitude environ, à une quinzaine de kilomètres.

## Toponymie
Le toponyme est documenté sous les formes : S. Electi (1082), S. Elegii (1248), S. Eligii (1270)… du latin Eligius (Éloi). On a aussi S. Yleri (1266) qui est une interprétation du nom par Saint Hilaire comme pour les Saint-Chély de Lozère.
En occitan le nom de la commune est Sanch Èli d'Aubrac, en référence à saint Éloi (dont la statue est présente dans l'église). Cependant, à la suite d'une mauvaise interprétation du nom par des scribes, le ch a été transféré du premier au deuxième mot, nous donnant la forme française officielle aujourd'hui : Saint-Chély-d'Aubrac.
Durant la Révolution, la commune a porté le nom de Vallée-Libre.
Le dimanche 2 août 2009 les habitants de Saint-Chély d'Aubrac ont décidé par consultation publique de s'appeler les Saint-Chélois.

## Histoire

### Préhistoire et antiquité

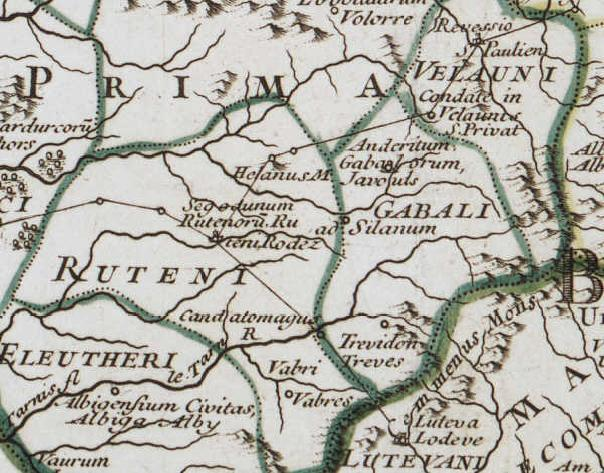
Carte de l'Aubrac où figure le mont Hélanus et la via Podiensis.

La population de Saint-Chély-d'Aubrac remonte dans un premier temps à la Préhistoire où, près du roc de Castelviel, des silex polis (d'environ 3500 avant J.C.), des haches de pierre et des pieux enfouis dans le sol furent retrouvés. Le chemin GR 65 reprend la via-Podiensis qui est, à cet endroit, l'ancienne voie romaine, et est le moyen le plus simple de rejoindre la vallée du Lot.

### Moyen Âge

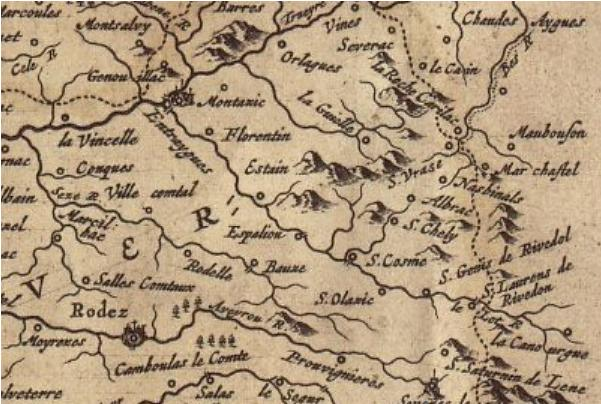
Carte ancienne de la région.

Le village fut fortifié au Moyen Âge avec un rempart dont il ne reste aucune trace.
Depuis l'histoire d'Adalard qui se jura, après avoir été pris dans un guet-apens à l'approche d'Aubrac, d'y fonder la Domerie d'Aubrac ou  hôpital d'Aubrac, Saint-Chély-d'Aubrac a vécu, vit, et vivra par et pour le pèlerinage.
Voici la plus ancienne version de l'aventure d'Adalard (XVe siècle) :
Adalard, revenant de Compostelle avec sa suite de trente chevaliers, traversait l'Aubrac au crépuscule et cherchait sans doute un abri pour la nuit lorsqu'il avisa une grotte, cachée au plus profond des bois. Mais là, horreur ! les pèlerins y trouvèrent vingt à trente têtes de voyageurs assassinés. Ce ne pouvait être que des pèlerins de Compostelle ! Le Christ apparut alors et demanda à Adalard de fonder un hôpital en cet endroit dangereux. Adalard acheva son pèlerinage et revint, seul, obéir à l'ordre divin…

### Époque contemporaine
- 1790-1794 : Saint-Chély est constituée par la réunion de Saint-Chély-de-Belveze et de Saint-Chély-d'Estaing
- 1837 : Saint-Chély absorbe Bonnefon et Le Pouget.
- 1936 : Saint-Chély prend le nom de Saint-Chély d'Aubrac.

## Politique et administration

### Liste des maires
| Période                                  | Période  | Identité                     | Étiquette | Qualité |
| ---------------------------------------- | -------- | ---------------------------- | --------- | --- |
| 1792                                     | 1796     | Étienne Finet                |           | |
| 1796                                     | 1800     | Joseph Atger                 |           | |
| 1800                                     | 1812     | Étienne Finet                |           | |
| 1812                                     | 1813     | Urbain Flandrin              |           | |
| 1813                                     | 1821     | Régis Gaubert                |           | |
| 1821                                     | 1830     | R., comte de Méric de Vivens |           | |
| 1830                                     | 1848     | Auguste Galdemar             |           | |
| 1848                                     | 1870     | Casimir Mignac               |           | |
| 1870                                     | 1880     | François-Joseph Bernié       |           | |
| 1880                                     | 1881     | Jean-Joseph Capoulade        |           | |
| 1881                                     | 1886     | Auguste, comte de Roquefeuil |           | |
| 1886                                     | 1892     | Casimir Bernié               |           | |
| 1892                                     | 1892     | Paul Finet                   |           | |
| 1892                                     | 1896     | Urbain Galdemar              |           | |
| 1896                                     | 1899     | Casimir Bernié               |           | |
| 1899                                     | 1912     | Clément Bonal                |           | |
| 1912                                     | 1914     | Célestin Raynal              |           | |
| 1914                                     | 1923     | Jules Fabre                  |           | |
| 1923                                     | 1929     | Julien Galdemar              |           | |
| 1929                                     | 1945     | Eugène Raynal                |           | |
| 1945                                     | 1947     | Antoine Grignac              |           | |
| 1947                                     | 1955     | René Couderc                 |           | |
| 1955                                     | 1959     | Paul Baldit                  |           | |
| 1959                                     | 1995     | Raymond Cayrel               | UDF       | Sénateur de l'Aveyron (1993-1995) Conseiller général du Canton de Saint-Chély-d'Aubrac (1964-1970, 1976-2001)                       |
| 1995                                     | 2014     | Jean-Claude Fontanier        | DVD       | Conseiller général du Canton de Saint-Chély-d'Aubrac (2008-2015) Président de la Communauté de communes Aubrac-Laguiole depuis 2008 |
| mars 2014                                | en cours | Christiane Marfin,           |           | Ancienne cadre |
| Les données manquantes sont à compléter. |          |                              |           | |

### Environnement
Le plateau central de l'Aubrac aveyronnais a été classé en zone Natura 2000
,.

## Population et société

### Démographie
L'évolution du nombre d'habitants est connue à travers les recensements de la population effectués dans la commune depuis 1793. Pour les communes de moins de 10 000 habitants, une enquête de recensement portant sur toute la population est réalisée tous les cinq ans, les populations de référence des années intermédiaires étant quant à elles estimées par interpolation ou extrapolation. Pour la commune, le premier recensement exhaustif entrant dans le cadre du nouveau dispositif a été réalisé en 2008.

En 2022, la commune comptait 517 habitants, en évolution de −3,9 % par rapport à 2016 (Aveyron : +0,37 %, France hors Mayotte : +2,11 %).
| 1793  | 1800  | 1806  | 1821  | 1831  | 1836  | 1841  | 1846  | 1851  |
| ----- | ----- | ----- | ----- | ----- | ----- | ----- | ----- | ----- |
| 1 638 | 1 475 | 3 253 | 3 326 | 3 289 | 3 044 | 2 088 | 1 994 | 2 110 |

| 1856  | 1861  | 1866  | 1872  | 1876  | 1881  | 1886  | 1891  | 1896  |
| ----- | ----- | ----- | ----- | ----- | ----- | ----- | ----- | ----- |
| 1 873 | 1 697 | 1 809 | 1 828 | 1 815 | 1 799 | 1 867 | 1 760 | 1 590 |

| 1901  | 1906  | 1911  | 1921  | 1926  | 1931  | 1936  | 1946  | 1954 |
| ----- | ----- | ----- | ----- | ----- | ----- | ----- | ----- | ---- |
| 1 632 | 1 600 | 1 594 | 1 272 | 1 241 | 1 149 | 1 149 | 1 082 | 899  |

| 1962 | 1968 | 1975 | 1982 | 1990 | 1999 | 2006 | 2008 | 2013 |
| ---- | ---- | ---- | ---- | ---- | ---- | ---- | ---- | ---- |
| 820  | 726  | 606  | 556  | 547  | 532  | 546  | 549  | 539  |

| 2018 | 2022 | - | - | - | - | - | - | - |
| ---- | ---- | - | - | - | - | - | - | - |
| 519  | 517  | - | - | - | - | - | - | - |

### Manifestations culturelles et festivités
- La Fête de la Transhumance (tous les ans, le week-end le plus proche du 25 mai)
- Concours Cantonal de la race Aubrac.
- À la Rencontre des Écrivains à Aubrac : 26, 27 et 28 août.

## Économie

### Revenus
En 2018  (données Insee publiées en septembre 2021), la commune compte 201 ménages fiscaux, regroupant 406 personnes. La médiane du revenu disponible par unité de consommation est de 19 720 € (20 640 € dans le département).

### Emploi
| Division       | 2008  | 2013  | 2018  |
| -------------- | ----- | ----- | ----- |
| Commune        | 4 %   | 5 %   | 5,3 % |
| Département    | 5,4 % | 7,1 % | 7,1 % |
| France entière | 8,3 % | 10 %  | 10 %  |

En 2018, la population âgée de 15 à 64 ans s'élève à 245 personnes, parmi lesquelles on compte 78,4 % d'actifs (73,1 % ayant un emploi et 5,3 % de chômeurs) et 21,6 % d'inactifs,. Depuis 2008, le taux de chômage communal (au sens du recensement) des 15-64 ans est inférieur à celui de la France et du département.
La commune est hors attraction des villes,. Elle compte 202 emplois en 2018, contre 224 en 2013 et 215 en 2008. Le nombre d'actifs ayant un emploi résidant dans la commune est de 195, soit un indicateur de concentration d'emploi de 103,4 % et un taux d'activité parmi les 15 ans ou plus de 44,9 %.
Sur ces 195 actifs de 15 ans ou plus ayant un emploi, 124 travaillent dans la commune, soit 64 % des habitants. Pour se rendre au travail, 53,8 % des habitants utilisent un véhicule personnel ou de fonction à quatre roues, 21,5 % s'y rendent en deux-roues, à vélo ou à pied et 24,6 % n'ont pas besoin de transport (travail au domicile).

### Activités hors agriculture

#### Secteurs d'activités
62 établissements sont implantés  à Saint-Chély-d'Aubrac au 31 décembre 2019. Le tableau ci-dessous en détaille le nombre par secteur d'activité et compare les ratios avec ceux du département,.
| Secteur d'activité                                                                                        | Commune | Commune | Département |
| Secteur d'activité                                                                                        | Nombre  | %       | %           |
| --- | ------- | ------- | ----------- |
| Ensemble                                                                                                  | 62      |         |             |
| Industrie manufacturière, industries extractives et autres                                                | 8       | 12,9 %  | (17,7 %)    |
| Construction                                                                                              | 5       | 8,1 %   | (13 %)      |
| Commerce de gros et de détail, transports, hébergement et restauration                                    | 32      | 51,6 %  | (27,5 %)    |
| Activités financières et d'assurance                                                                      | 2       | 3,2 %   | (3,4 %)     |
| Activités immobilières                                                                                    | 1       | 1,6 %   | (4,2 %)     |
| Activités spécialisées, scientifiques et techniques et activités de services administratifs et de soutien | 5       | 8,1 %   | (12,4 %)    |
| Administration publique, enseignement, santé humaine et action sociale                                    | 6       | 9,7 %   | (12,7 %)    |
| Autres activités de services                                                                              | 3       | 4,8 %   | (7,8 %)     |

Le secteur du commerce de gros et de détail, des transports, de l'hébergement et de la restauration est prépondérant sur la commune puisqu'il représente 51,6 % du nombre total d'établissements de la commune (32 sur les 62 entreprises implantées  à Saint-Chély-d'Aubrac), contre 27,5 % au niveau départemental.

#### Entreprises
L' entreprise ayant son siège social sur le territoire communal qui génère le plus de chiffre d'affaires en 2020 est : 
- Les Monts D'aubrac, activités des sociétés holding (2 k€)

### Agriculture
La commune est dans l'Aubrac, une petite région agricole occupant le nord du département de l'Aveyron. En 2020, l'orientation technico-économique de l'agriculture  sur la commune est l'élevage de bovins, pour la viande.
|               | 1988  | 2000  | 2010  | 2020  |
| ------------- | ----- | ----- | ----- | ----- |
| Exploitations | 86    | 58    | 58    | 47    |
| SAU (ha)      | 4 597 | 4 707 | 4 237 | 3 927 |

Le nombre d'exploitations agricoles en activité et ayant leur siège dans la commune est passé de 86 lors du recensement agricole de 1988  à 58 en 2000 puis à 58 en 2010 et enfin à 47 en 2020, soit une baisse de 45 % en 32 ans. Le même mouvement est observé à l'échelle du département qui a perdu pendant cette période 51 % de ses exploitations,. La surface agricole utilisée sur la commune a également diminué, passant de 4 597 ha en 1988 à 3 927 ha en 2020. Parallèlement la surface agricole utilisée moyenne par exploitation a augmenté, passant de 53 à 84 ha.

## Culture locale et patrimoine

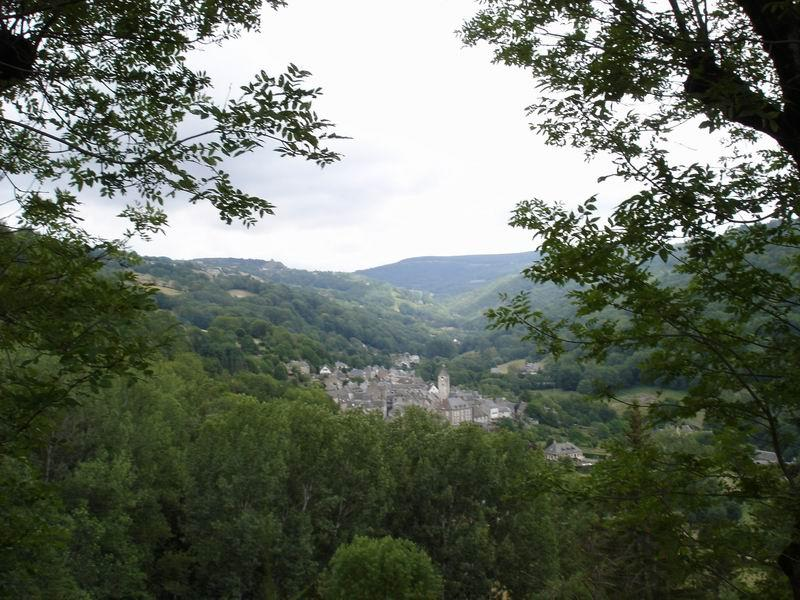
Saint-Chély.

### Lieux et monuments

#### Patrimoine religieux
- Église Sainte-Anne de Bonnefon.
- Église Saint-Éloy de Saint-Chély-d'Aubrac.
- Chapelle Saint-Antoine de Bonnefon.

La dômerie d'Aubrac, également hôpital d'Aubrac, est un ancien monastère français situé sur le haut-plateau d'Aubrac dans le village d'Aubrac.
- Église Notre-Dame-des-Pauvres de Saint-Chély-d'Aubrac, de style roman  Classé MH (1925)[28] des XIe et XIIe siècles, mentionnée parmi celles que Pons Étienne donna en 1082 à l'abbaye Saint-Victor de Marseille sous le nom de Saint-Éloi au-dessous de Belvezet. Elle est reconstruite au XVe siècle, à la suite de son incendie vers 1385 au cours de la guerre de Cent Ans, autour d’une tour des anciennes fortifications lui servant de clocher. Avec ses gros arcs doubleaux, sa tribune a beaucoup de caractère.
- Croix en fer forgé du XVIIIe siècle.

#### Patrimoine civil
- Le Pont des Pèlerins  Inscrit MH (2005)[29] est un pont du Moyen Âge, franchissant la Boralde. Le pont est situé sur la via Podiensis, route du pèlerinage de Saint-Jacques-de-Compostelle, et à ce titre est un site classé au patrimoine mondial de l'Humanité par l'UNESCO. Sur le parapet de ce pont se trouve une croix de chemin, à la base de laquelle un bas-relief représente un pèlerin portant sa cape et son bâton.

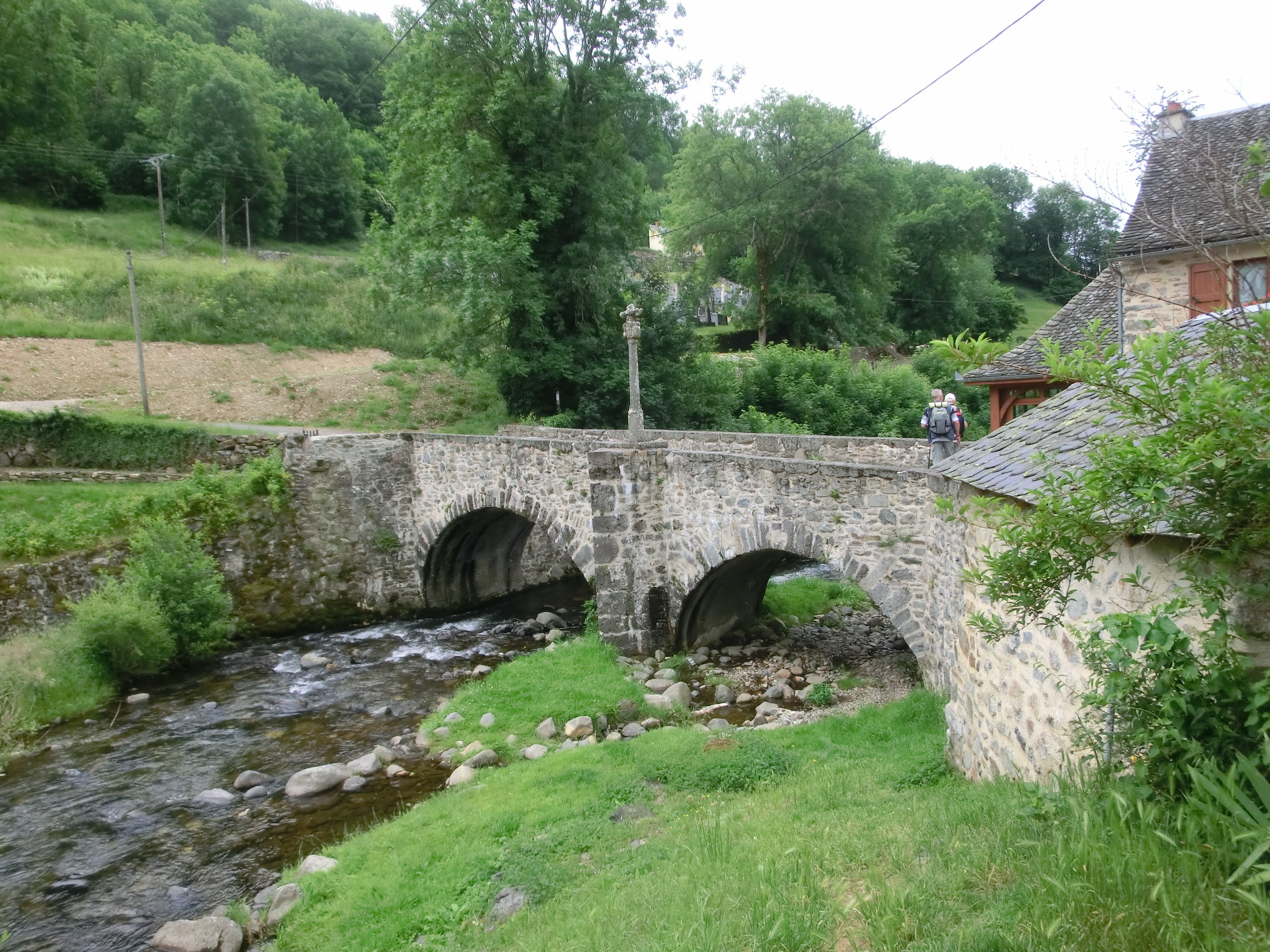
le pont des Pèlerins sur la Boralde.
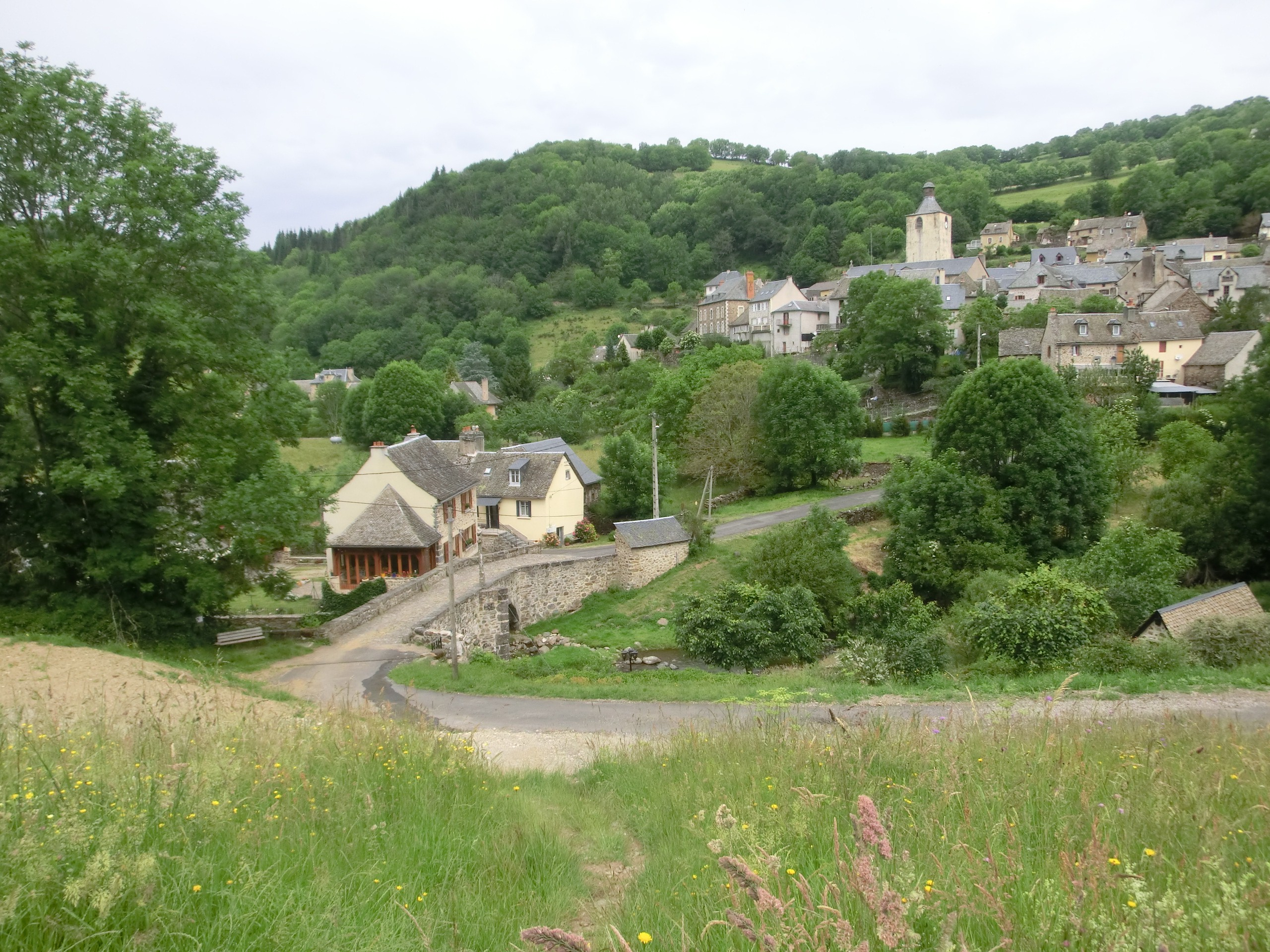
Le village et le pont des Pèlerins.
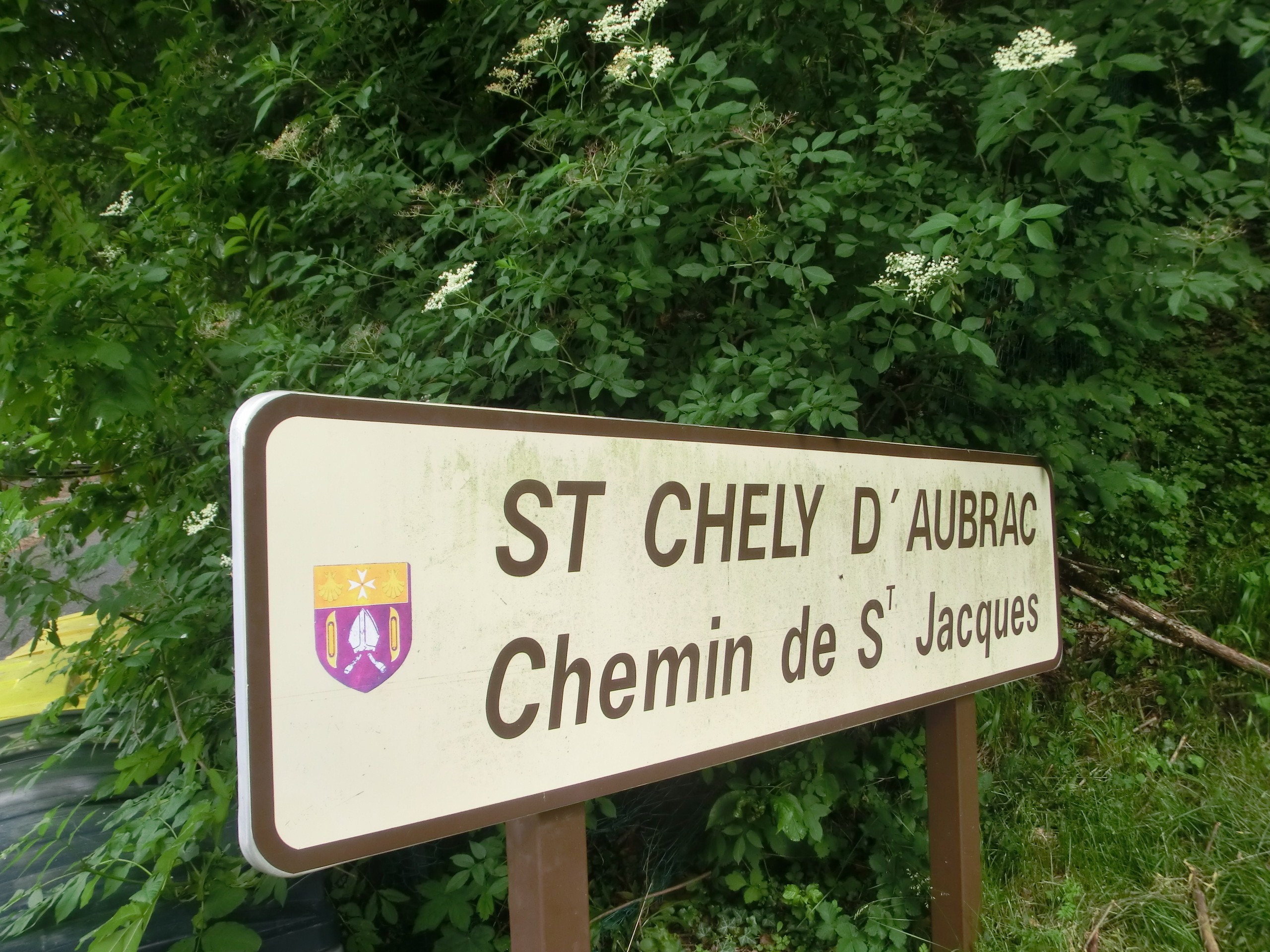
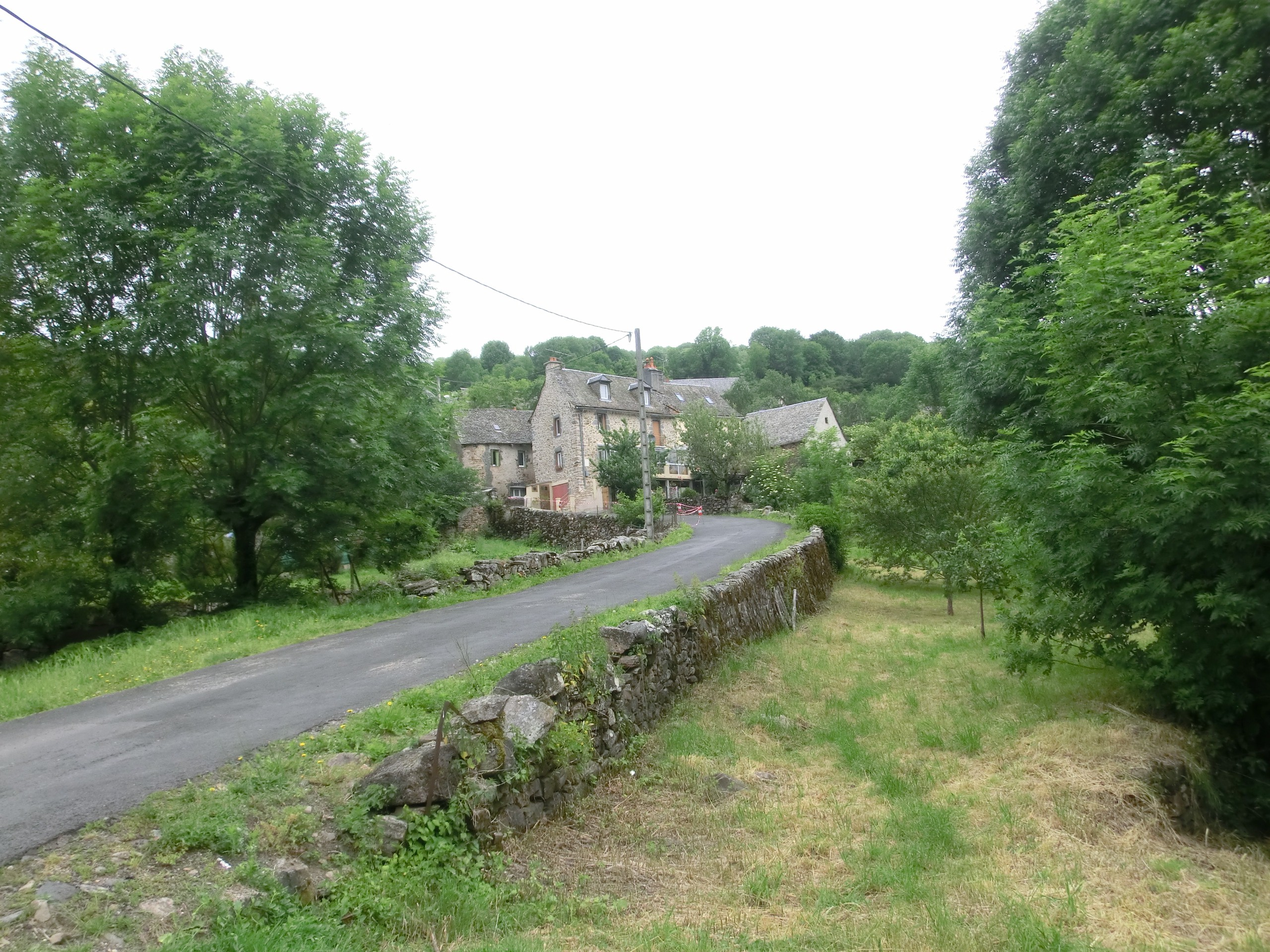

- La Tour de Bonnefon  Inscrit MH (1979)[30] a été construite au XVe siècle pour assurer la défense de la grange des moines de la Domerie d'Aubrac.

#### Galerie de photos

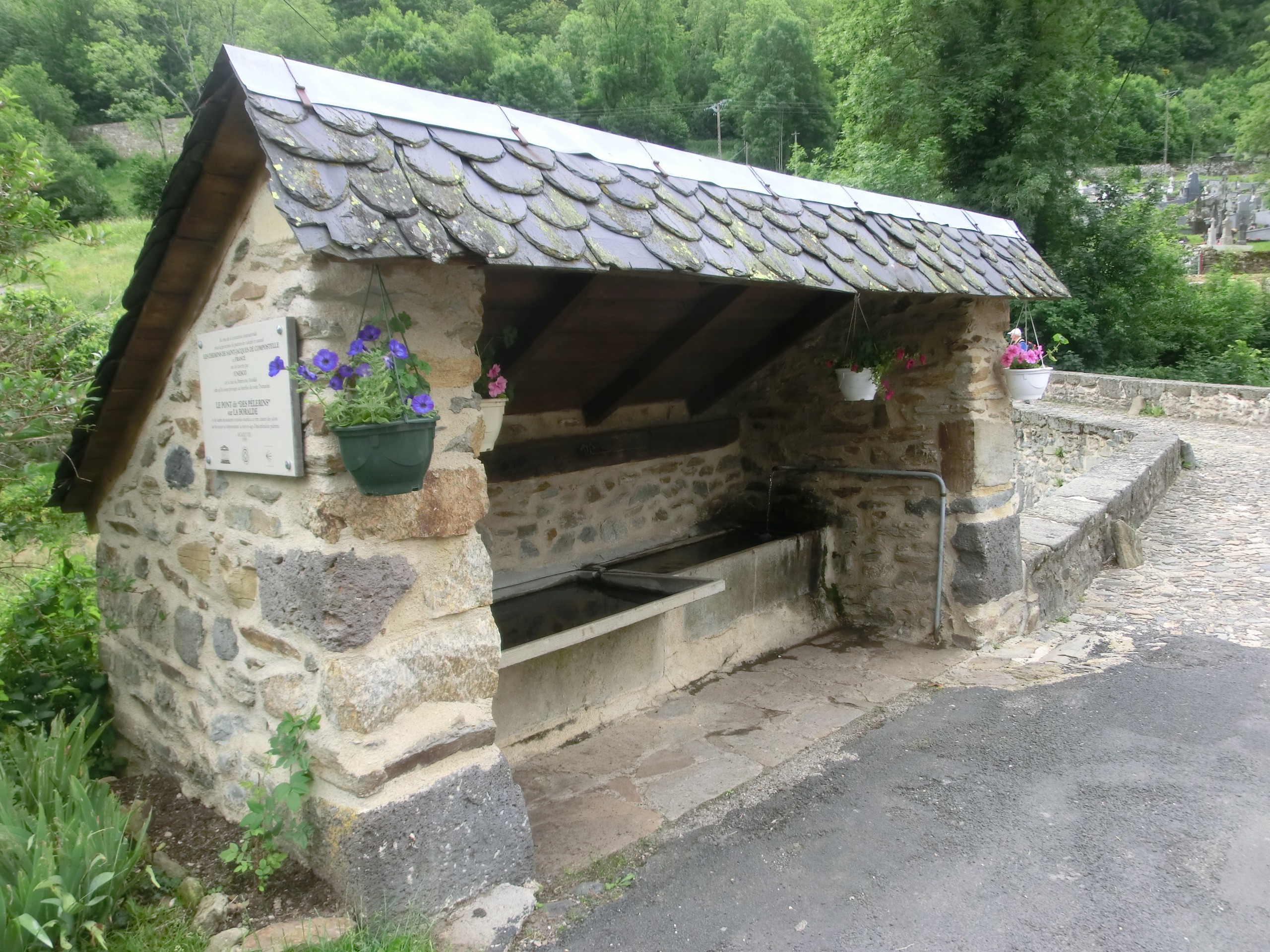
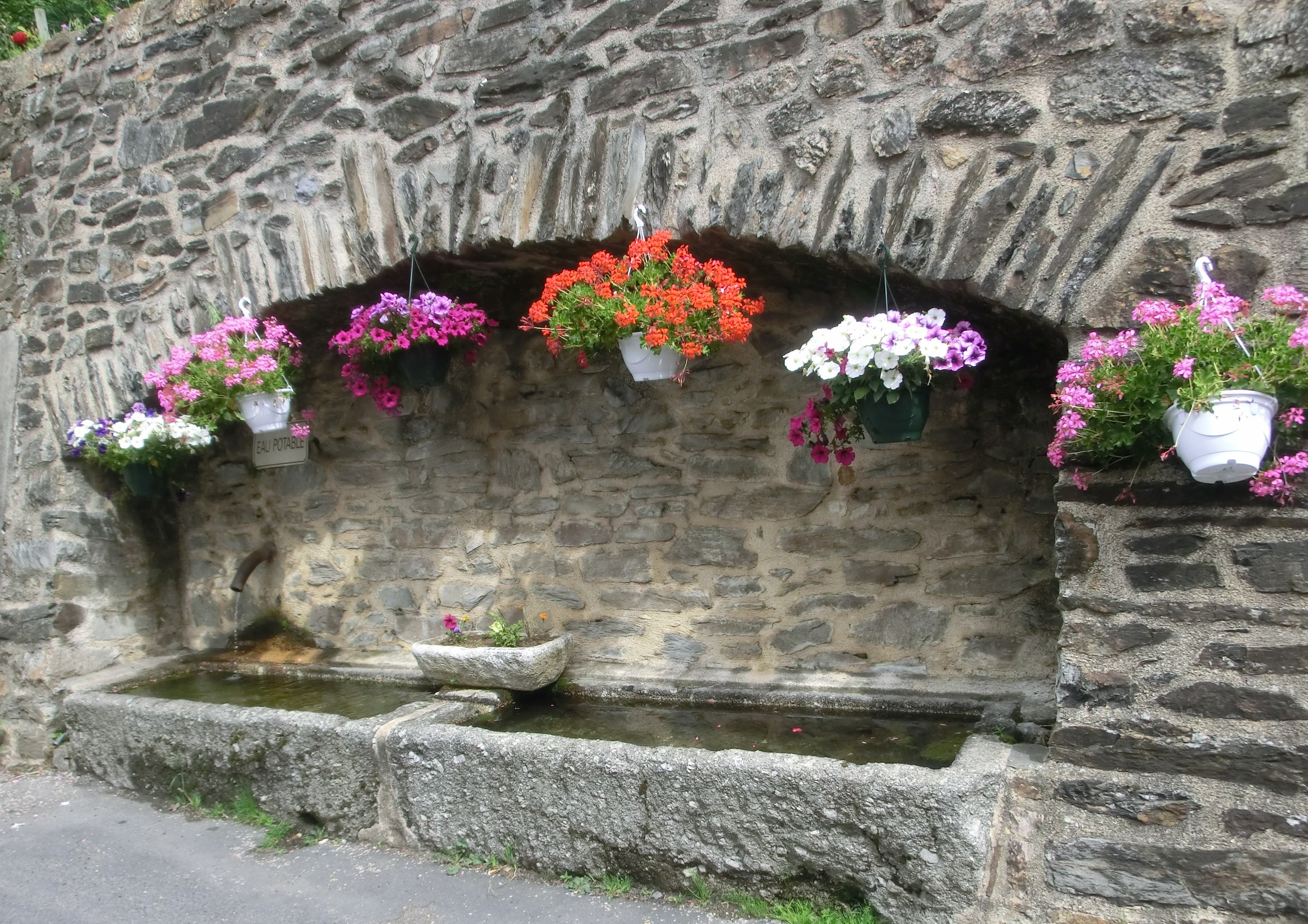
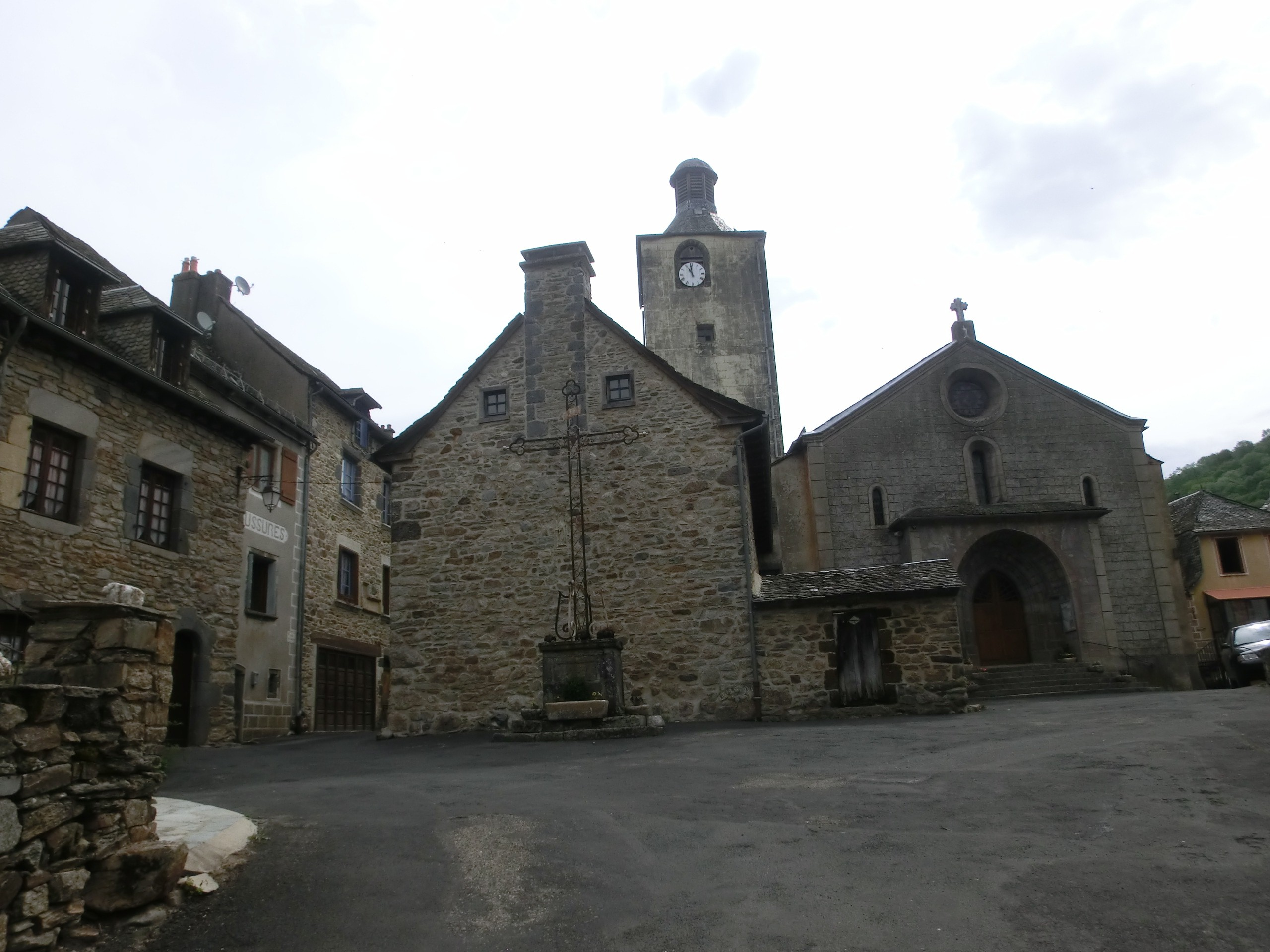
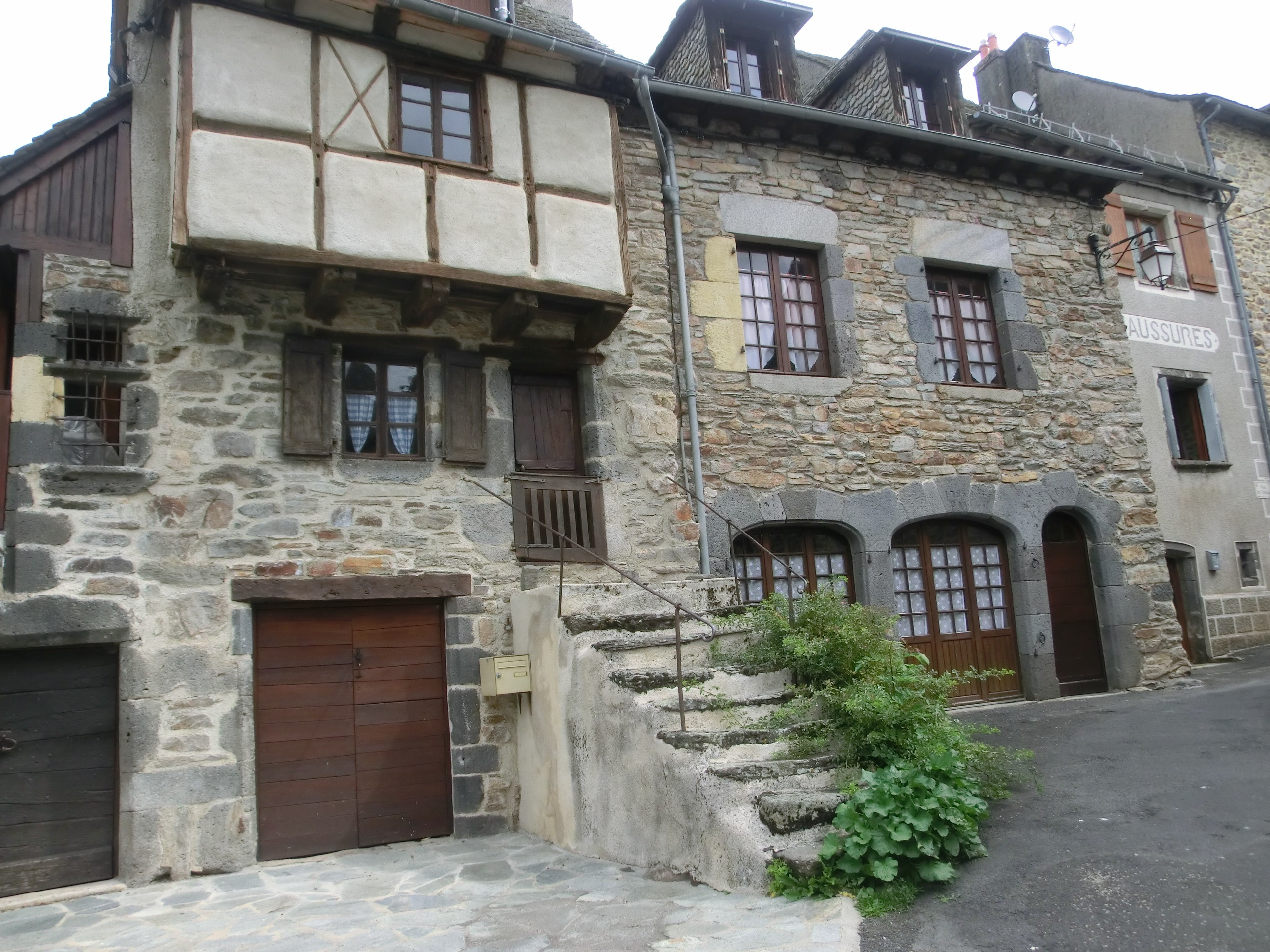
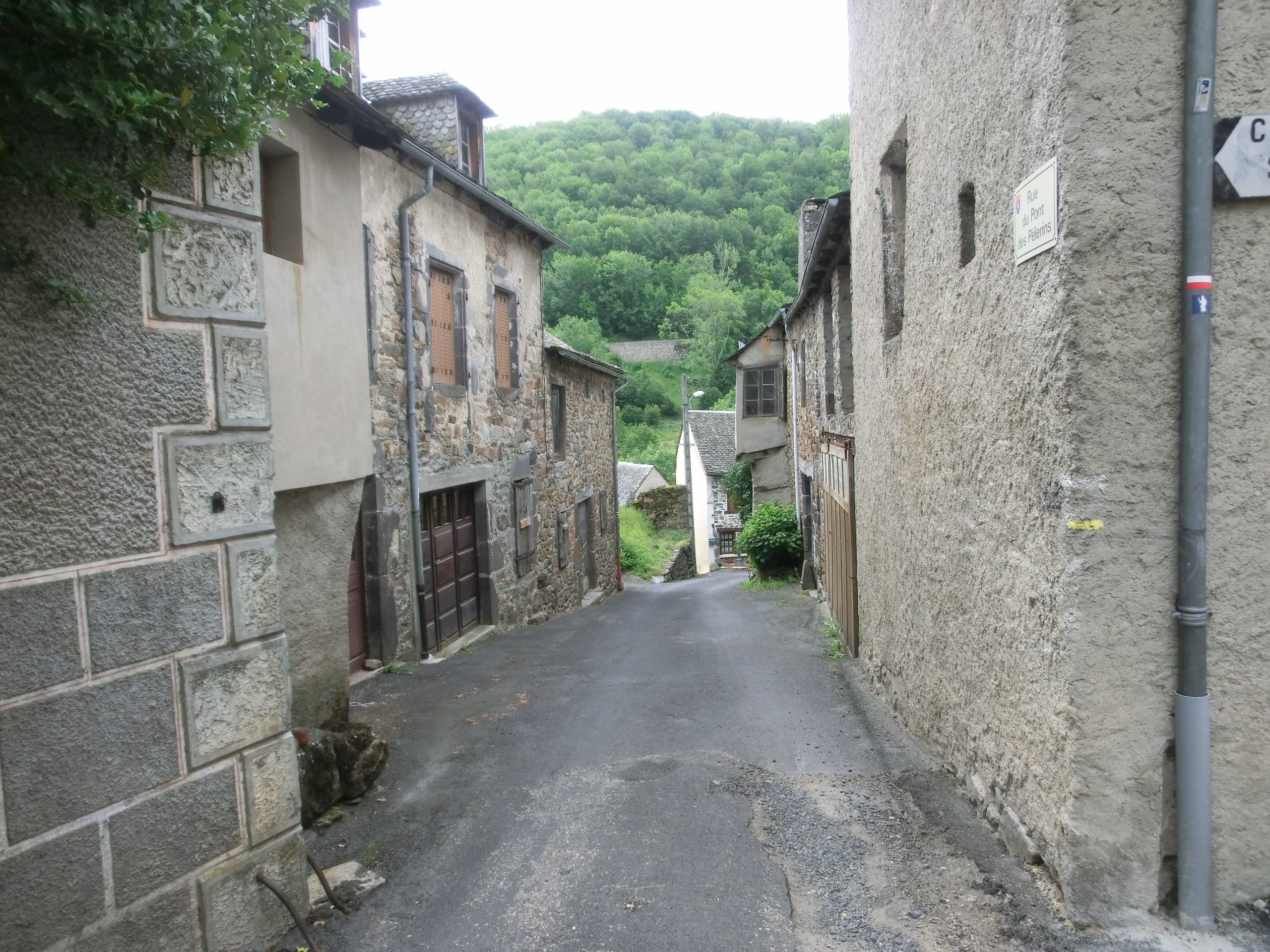
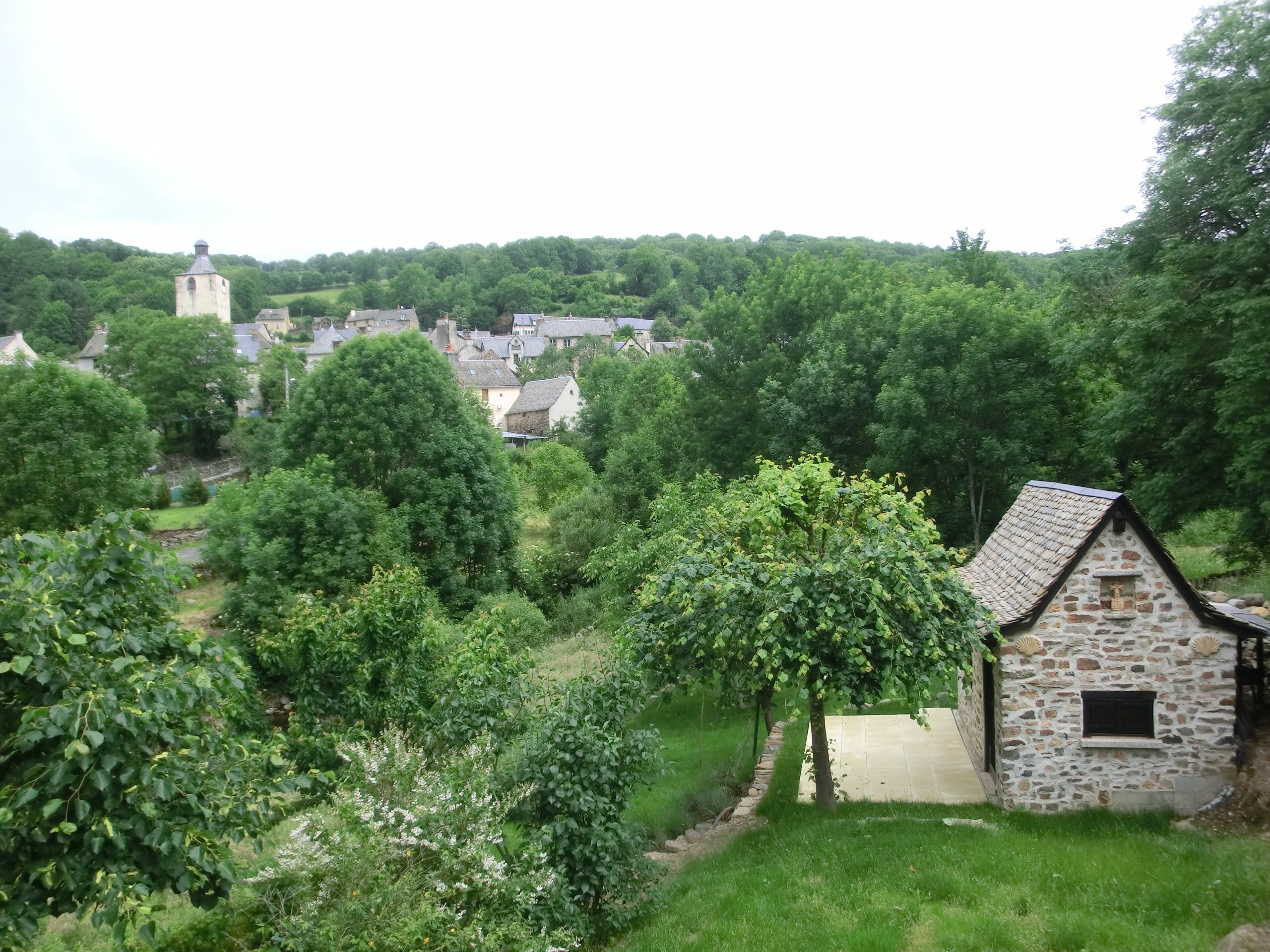

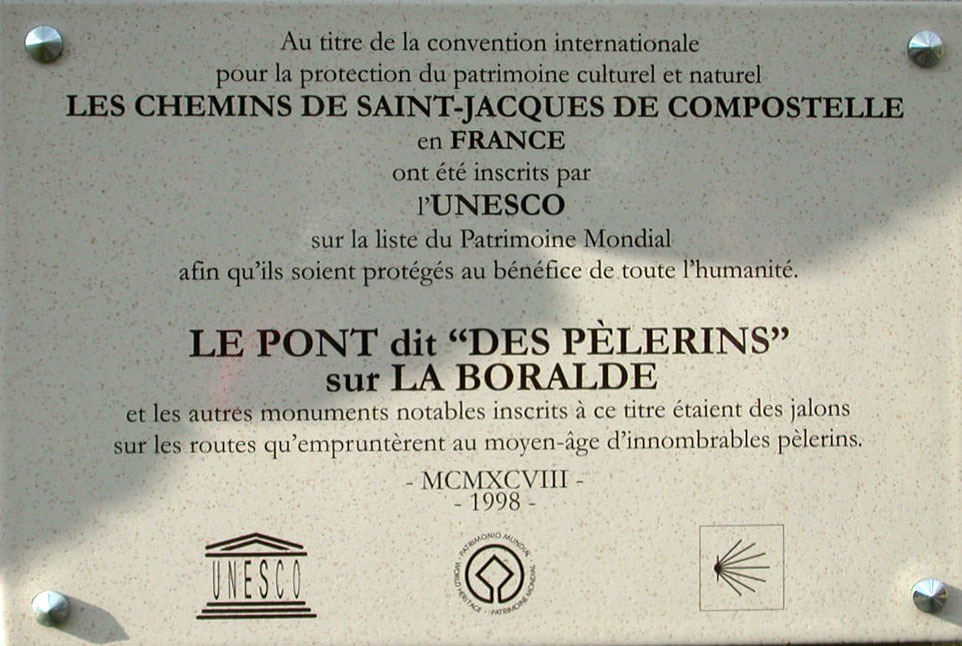
Plaque de l'UNESCO.
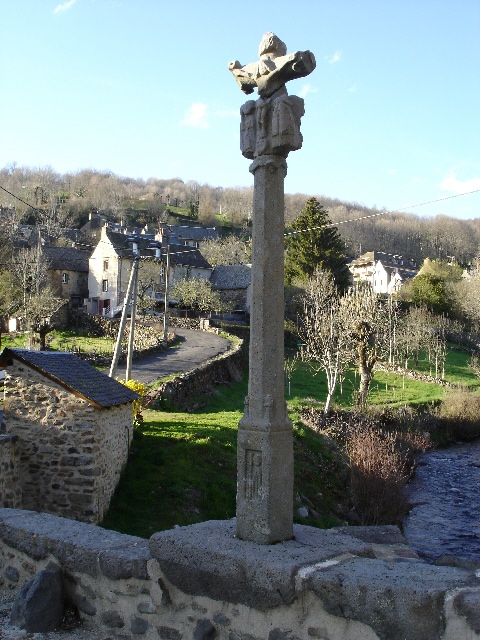
Croix des pèlerins.
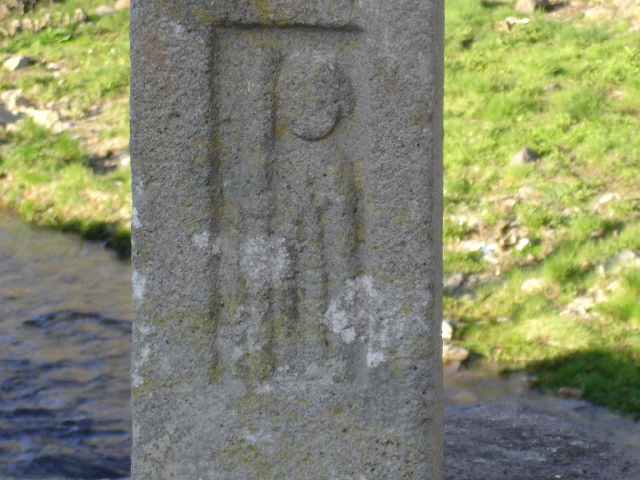
Le pèlerin.
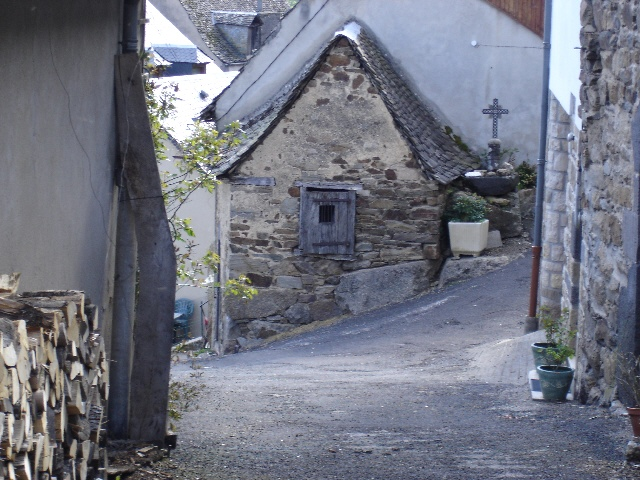
Croix de la Cassagne.
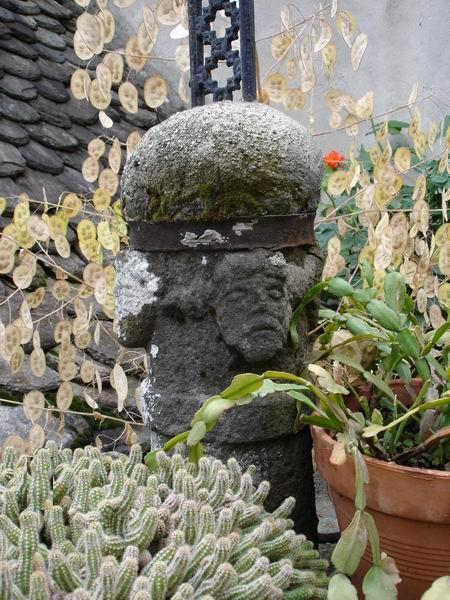
Détail sur la croix de la Cassagne.
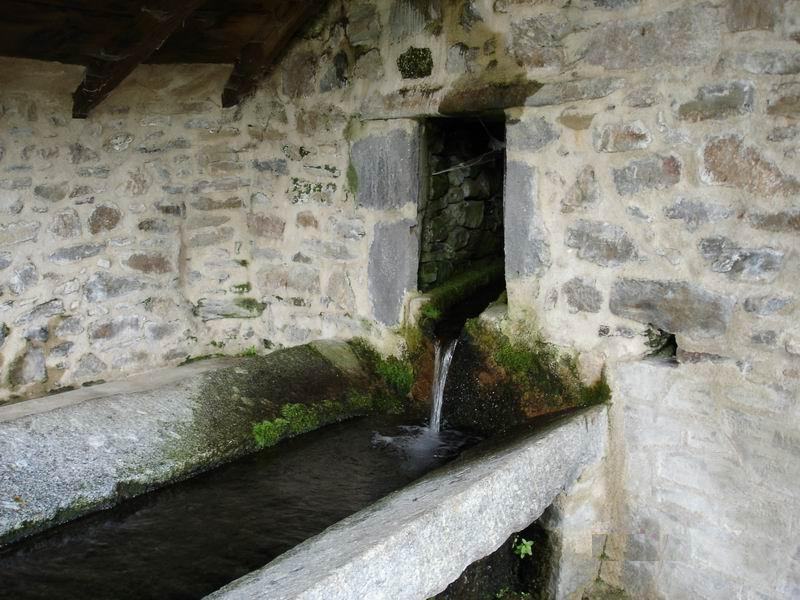
La fontaine de Saint-Chély.
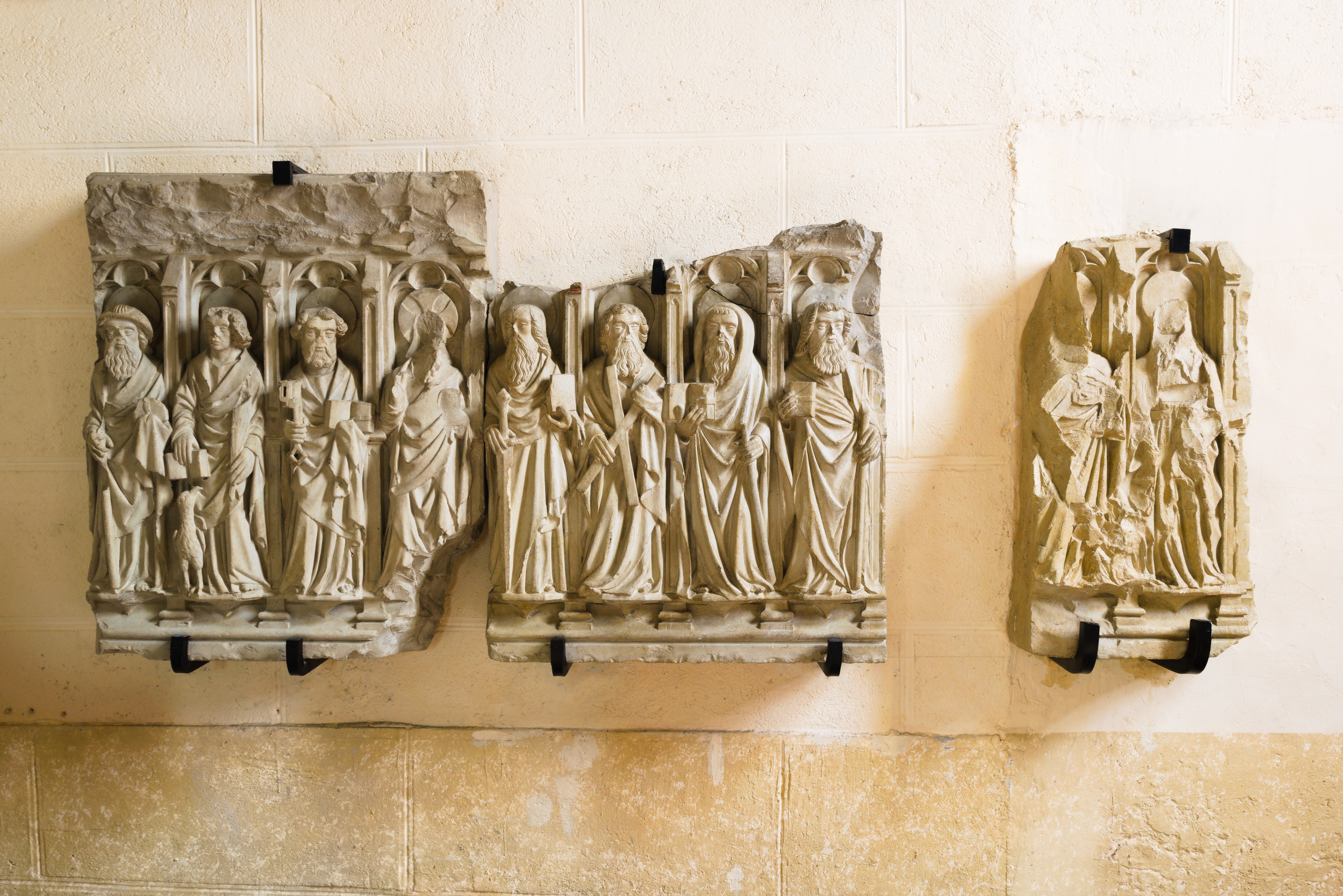
Bas relief médiéval.
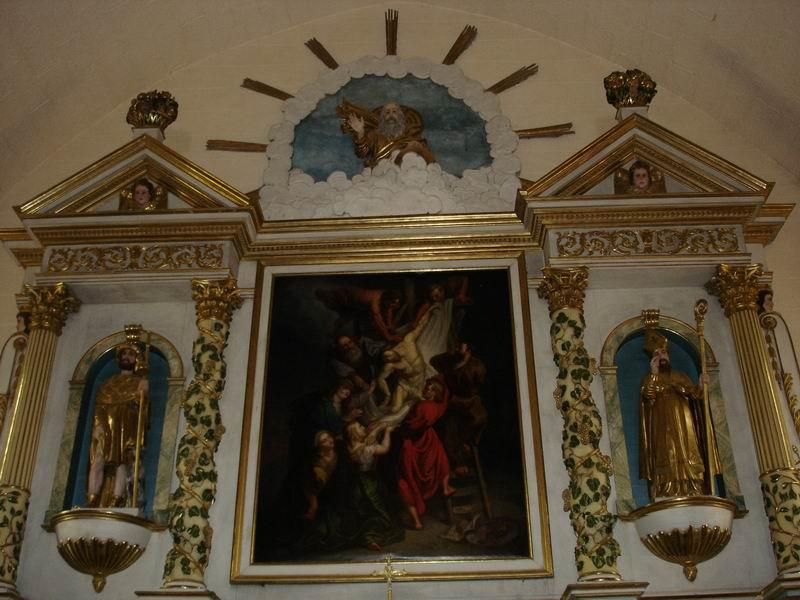
Intérieur de l'église.
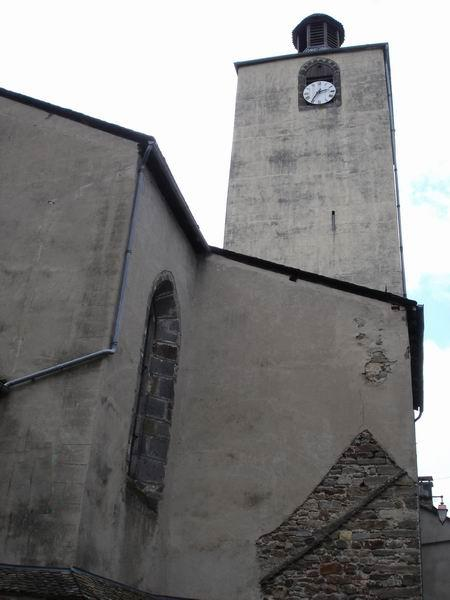
Le clocher de Saint-Chély.
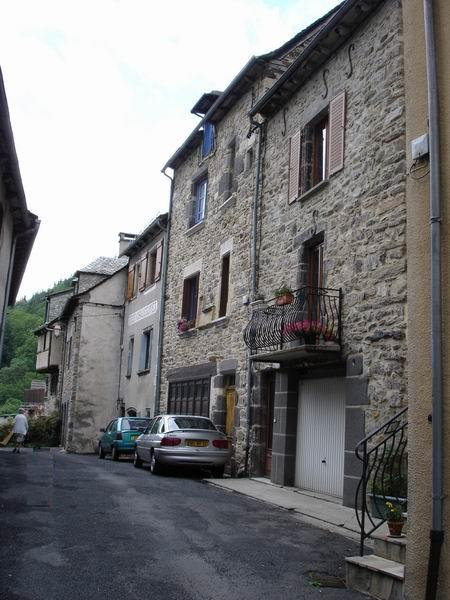
La rue du Tralfour.
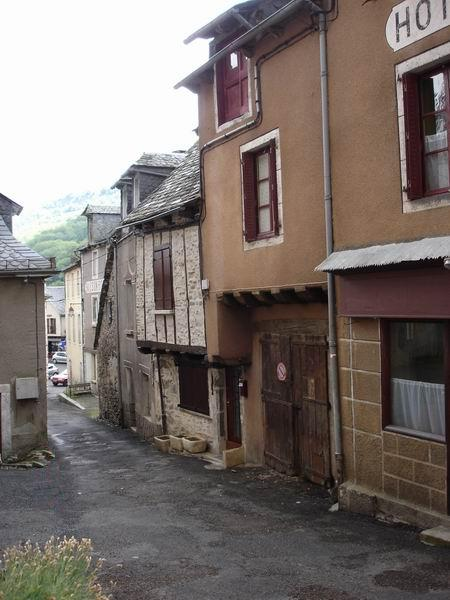
La rue de la tour.
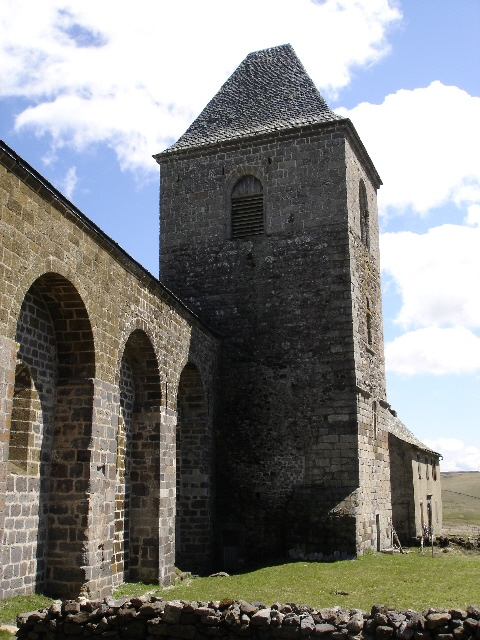
Les vestiges de la domerie d'Aubrac.
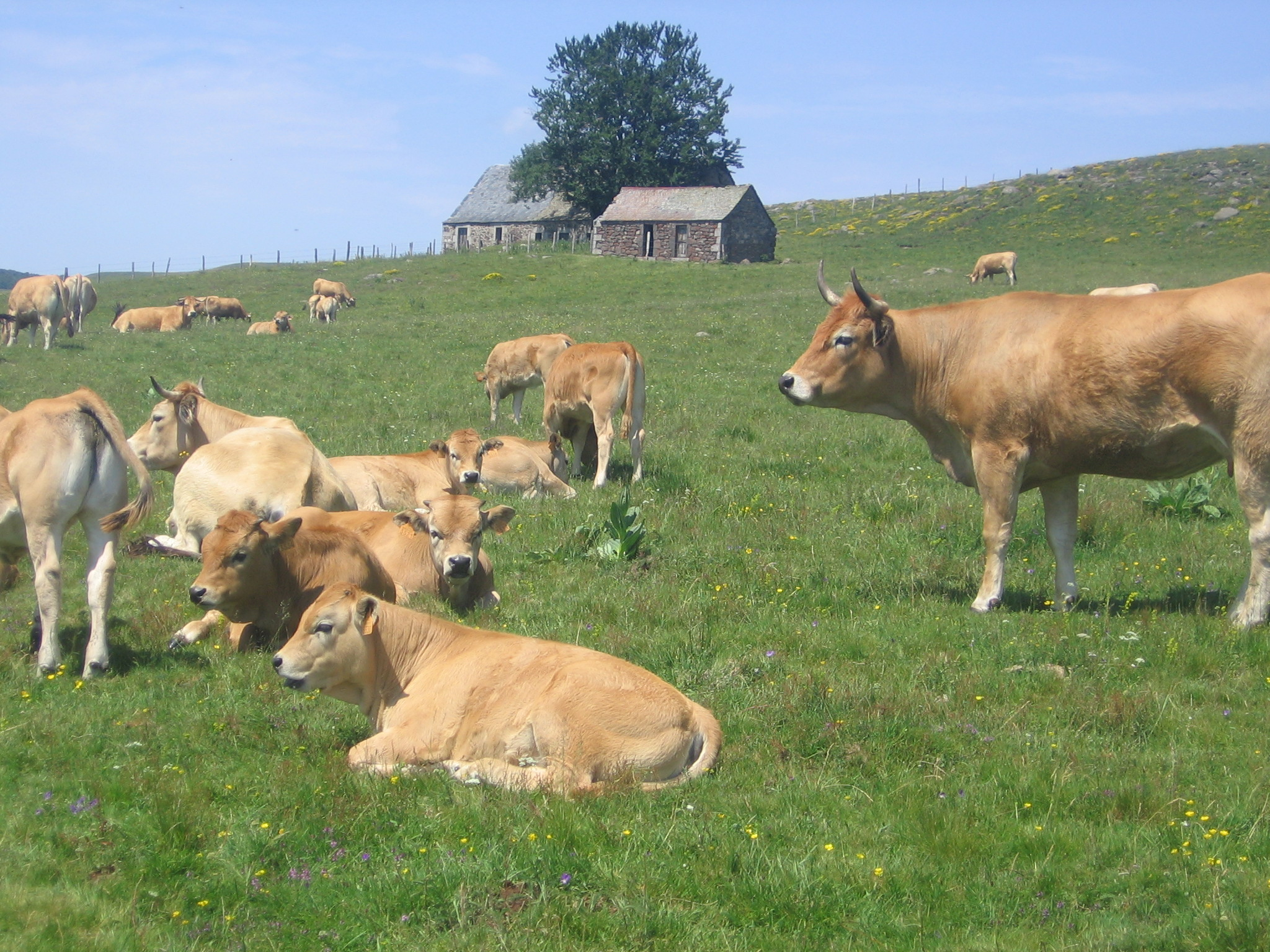
Des vaches Aubrac à côté d'un buron.
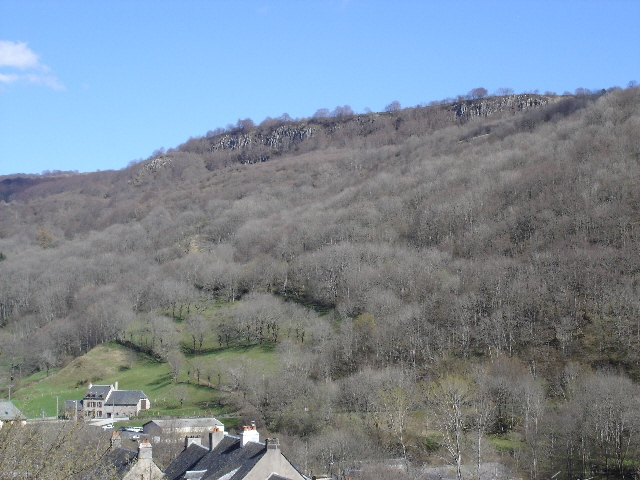
Les orgues de l'Estremaille.

### Patrimoine culturel

#### Gastronomie
- L'aligot est une préparation culinaire de fromage fondu (tome fraîche) et de purée de pommes de terre à la texture très élastique. C'est une spécialité rurale originaire de l'Aubrac (Aveyron, Cantal et Lozère) qui s'est répandue dans le dernier quart du XXe siècle au reste du Massif central et plus largement en France notamment à travers l'exode rural des bougnats à Paris.
- La retortillat est un plat à base de pommes de terre, de tome fraîche de laguiole, assaisonné avec de l'ail et du sel.
- Le laguiole est un fromage à pâte pressée non cuite, élaboré avec le lait des vaches du plateau de l'Aubrac.

### Héraldique
| Blason de la commune de Saint-Chély-d'Aubrac | Les armes de la commune de Saint-Chély-d'Aubrac se blasonnent ainsi : D'azur à la mitre d'argent accostée de deux navettes d'or, les bobines de gueules, au chef cousu du même chargé d'une croisette de Malte aussi d'argent, accostée de deux coquilles aussi d'or. |

Les navettes d'or rappellent l'industrie du tissage (présente jusqu'au XVIIIe siècle) et la mitre d'argent concrétise le saint ; en chef, la croix de Malte rappelle les Hospitaliers d'Aubrac tandis que les coquilles Saint-Jacques évoquent les pèlerins de Compostelle.

### Sources et bibliographie
- (oc + fr) Christian-Pierre Bedel (préf. Raymond Cayrel), Sant-Chèli-d'Aubrac : Condom d'Aubrac / Christian-Pierre Bedel e los estatjants del canton de Sant-Chèli, Rodez, Mission départementale de la culture, coll. « Al canton », 1998, 238 p., ill., couv. ill. ; 28 cm (ISBN 2-907279-40-8, ISSN 1151-8375, BNF 37078682)
- Laurent Fau (dir.), Les monts d'Aubrac au Moyen âge : genèse d'un monde agropastoral, Paris, Éd. de la Maison des sciences de l'homme, coll. « Documents d'archéologie française » (no 101), 2006, 214 p., ill., couv. ill. ; 30 cm (ISBN 978-2-7351-1117-6, ISSN 0769-010X, BNF 41039796)
- Lucette Laurens, Aménagement rural et développement local en Aubrac, Montpellier, Laboratoire de géographie rurale de l'Université Paul-Valéry, coll. « Espace rural » (no 18), 1988, 94 p., ill., couv. ill. ; 29 cm (ISSN 0764-7557, BNF 35003894)
- Albert Calmels et Hippolyte Coste, L'Aubrac : géologie, orographie, hydrologie, climat, flore, forêts, préhistoire, Marseille, Laffitte, 1983, 213 p., ill. ; 23 cm (ISBN 2-7348-0114-0, BNF 34757881)
- Étienne Hamon (rédacteur), Francis Nouyrigat (rédacteur) et Pierre Pradel (rédacteur, spécialiste de l'élevage) (photogr. André Kumurdjian, Émile Sudres, Paul Finet.), L'Aubrac : Association pour le développement, l'animation et la sauvegarde d'Aubrac, Millau, Éd. du Beffroi, 1996, 48 p., ill. en noir et en coul., couv. ill. en coul. ; 22 cm (ISBN 2-908123-20-7, BNF 37173007)
- Francis Nouyrigat, D'Aubrac en vallée : sur le chemin de Saint-Jacques, Rodez, Éd. du Rouergue, 2003, 64 p., ill. en coul., couv. ill. en coul. ; 23 cm (ISBN 2-84156-474-6, BNF 39090410)
- Colette Gouvion (photogr. Renaud Dengreville), Une France sauvage : l'Aubrac, Rodez, Éd. du Rouergue, 2009, 251 p., ill. en coul., couv. ill. en coul. ; 25 cm (ISBN 978-2-8126-0032-6, BNF 42024544)
- Fédération française de la randonnée pédestre, Tour des monts d'Aubrac : GR de pays - topo-guide, Aumont-Aubrac, Laguiole, Saint-Chély-d'Apcher, Paris, FFRP, 2000, 80 p., ill. en coul., couv. ill. en coul. ; 21 cm (ISBN 2-85699-811-9, BNF 37108785)
- Christian Allain, L'Aubrac par monts et par burons : 8 itinéraires de découverte, Montpellier, NPL éd., coll. « Itinéraires et découvertes », 2007, 111 p., ill. en noir et en coul., cartes, couv. ill. en coul. ; 24 cm (ISBN 978-2-35414-013-7, ISSN 2100-9902, BNF 41047460)